# Gabriele von Gemmingen-Guttenberg
Gabriele von Gemmingen-Guttenberg geb. von Lersner (* 17. September 1935 in Stuttgart) ist eine deutsche Politikerin (CDU).

## Leben
Sie ist die Tochter des Ober-Regierungs-Landwirtschaftsrats Albert Freiherr von Lersner und der Clotilde von Groll. Sie verbrachte ihre Kindheit in Wien, wo der Vater im Staatsdienst war. Nach Kriegsende kam sie mit der Mutter und fünf Geschwistern nach Schloss Hohenroden bei Essingen, später zog die Familie in das großmütterliche Haus nach Stuttgart, wo sie 1956 ihr Abitur ablegte. Anschließend war sie als Au-pair in Lyon, bevor sie in Freiburg im Breisgau ein Examen als Krankengymnastin abschloss. Wenig später verlobte sie sich mit Christoph von Gemmingen-Guttenberg (1930–1999), Sohn von Gustav von Gemmingen-Guttenberg, den sie 1961 in Essingen heiratete. Sie übernahm die Haushaltsführung auf Burg Guttenberg und brachte zwischen 1963 und 1973 fünf Kinder zur Welt.
Neben der Arbeit im Haushalt und im vom Schwiegervater begründeten Burgmuseum auf Burg Guttenberg sowie der Erziehung der Kinder widmete sie sich auch der Arbeit in kirchlichen und politischen Gremien. Aufgrund ihres Engagements in der Frauenarbeit der evangelischen Kirche wurde sie in den Landesausschuss der Evangelischen Landeskirche in Baden gewählt, wo sie Delegierte des Landesfrauenrats war. 1989 wurde sie für die CDU in den Kreistag des Neckar-Odenwald-Kreises gewählt. Sie initiierte die Gründung des Frauen- und Kinderschutzhauses des Neckar-Odenwald-Kreises 1994 und des Tagesmüttervereins 1999, war im Vorstand der Frauenunion sowie beim CDU-Orts- und Kreisverband tätig.
2010 wurde ihr – auf einen Vorschlag von MdL Peter Hauk hin – aus der Hand von Friedlinde Gurr-Hirsch für ihr jahrzehntelanges Engagement in Kommunalpolitik und Kirche das Bundesverdienstkreuz am Bande verliehen.
2012 wurde sie zur stellvertretenden Vorsitzenden der neu gegründeten Senioren-Union im Neckar-Odenwald-Kreis gewählt.